# Куяновська Гар
Куя́новська Гар (рос. Куяновская Гарь) — присілок у складі Тегульдетського району Томської області, Росія. Входить до складу Тегульдетського сільського поселення.

## Населення
Населення — 56 осіб (2010; 83 у 2002).
Національний склад (станом на 2002 рік):
- росіяни — 62 %
- чулимці — 29 %